# Процес и реалност (книга)
Процес и реалност (Process and Reality) e книга от Алфред Норт Уайтхед, в която той предлага една философия, която се опитва да опише реалността и елементите на нашата опитност в нея , също наричана процесуална философия . Книгата, която е публикувана през 1929 е преработена версия на Гифордовите Лекции, изнесени от Уайтхед през 1927–8 г.

## Действителни същности според Уайтхед
За Уайтхед действителните същности съществуват като единствените фундаментални елементи на реалността, крайните съществуващи факти на света. Нищо не подлежи отвъд действителните същности – „нищо, нито като факт или като ефикасност“, по-скоро те подлежат на всяка реалност .